# Coppa dei Paesi Bassi (calcio a 5)
La Coppa dei Paesi Bassi di calcio a 5 (in olandese KNVB Futsal Cup) è una competizione calcettistica riservata a squadre maschili affiliate alla Federazione calcistica dei Paesi Bassi, ente organizzatore della manifestazione. È il secondo torneo di calcio a 5 per importanza nei Paesi Bassi dopo la massima divisione del campionato nazionale.

## Storia
Tra le più longeve competizioni dell'intera Europa, la Coppa dei Paesi Bassi si disputa regolarmente a partire dal 1982, fatta eccezione per il biennio 2019-2021 quando il torneo fu sospeso a causa della pandemia di COVID-19. La prima edizione, giocata tra settembre e novembre 1982, fu vinta dall'Hovocubo che nella doppia finale superò il Ceverbo per 2-0 e 2-3. La squadra di Hoorn dovrà attendere oltre trent'anni prima di vincere il secondo titolo. A partire dall'edizione 2023-2024 la formula della fase finale prevede la disputa di semifinali e finale nel medesimo impianto nell'arco di tre giorni ("final four").

## Albo d'oro
- 1982:  Hovocubo (1)
- 1982-1983:  Ceverbo (1)
- 1983-1984:  Pejoco Boys (1)
- 1984-1985:  Datarex Moordrech (1)
- 1985-1986:  Ceverbo (2)
- 1986-1987:  Ceverbo (3)
- 1987-1988:  Depa (1)
- 1988-1989:  Bax Zeefdrukkerij (1)
- 1989-1990:  Sphinx Maastricht (1)
- 1990-1991:  Den Haag/Trimeur (1)
- 1991-1992:  Ceverbo (4)
- 1992-1993:  Gat van Nederland (1)
- 1993-1994:  AIS 't Stoepje (1)
- 1994-1995:  Kras Boys
- 1995-1996:  De Hommel (1)

- 1996-1997:  Bunga Melati (1)
- 1997-1998:  Bunga Melati (2)
- 1998-1999:  Den Haag/Trimeur (2)
- 1999-2000:  Den Haag/Trimeur (3)
- 2000-2001:  Den Haag/Trimeur (4)
- 2001-2002:  De Hommel (2)
- 2002-2003:  West Stars (1)
- 2003-2004:  Marlène (1)
- 2004-2005:  Marlène (2)
- 2005-2006:  Marlène (3)
- 2006-2007:  Marlène (4)
- 2007-2008:  KW/J&M (1)
- 2008-2009:  Marlène (5)
- 2009-2010:  Eindhoven (1)
- 2010-2011:  Marlène (6)

- 2011-2012:  Eindhoven (2)
- 2012-2013:  Hovocubo (2)
- 2013-2014:  De Hommel (3)
- 2014-2015:  Eindhoven (3)
- 2015-2016:  't Knooppunt (1)
- 2016-2017:  Marlène (7)
- 2017-2018:  Hovocubo (3)
- 2018-2019:  Eindhoven (4)
- 2019-2020: non assegnata
- 2020-2021: non assegnata
- 2021-2022:  Hovocubo (4)
- 2022-2023:  Eindhoven (5)
- 2023-2024:  VNS United (1)
- 2024-2025:  Tigers Roermond (1)